# بي إم دبليو آر 1200 آر
بي إم دبليو آر1200آر(بالإنجليزية: BMW R1200R)‏ هي دراجة نارية من تصنيع بي إم دبليو.